# 西遊記 (2006年電視劇)
《西遊記》（さいゆうき）是一部於2006年1月9日至3月20日起，由日本富士電視台於逢星期一21:00-21:54（日本時間）播出的電視連續劇。首集、大結局加長至22:24。
本作的電影版公開播映於2007年7月14日（參看：西遊記 (2007年電影)）。

## 故事背景
- 以中國古典小說西遊記為藍本，但改變了部分原有登場角色的設定。
- 孫悟空的觔斗雲改為翼的形態。當需要使用的時候，從口袋拿出。而三藏法師的愛駒玉龍不用登場，變成了4人徒步旅行。
- 中華影視作品中的唐三藏一直是由男性演出。但日本影視作品中的唐三藏，從1978年的版本開始就一直是由女性演出。（1978年版本的唐三藏由夏目雅子飾演）。

## 登場人物及演員

### 主要登場人物
孫悟空（香取慎吾）（陳卓智）配音
從石頭裡誕生，具高戰鬥能力的石猴，但在500年間，被釋迦封印。當三藏幫他解除封印後，便陪三藏一起直至到達天竺。具有像年幼調皮的小孩那樣的粗暴性格。於本作中，是三藏的第三弟子
沙悟淨（內村光良）（雷霆）配音
本作中三藏的第一弟子。樣子很酷，頭腦很好，愛裝模作樣，但是十分喜歡女人
豬八戒（伊藤淳史）（李錦綸）配音
本作、原作中，三藏的第二弟子。
三藏法師（深津繪里）（鄭麗麗）配音
為了救殺氣騰騰的世界，和三個弟子一起到天竺取經。
凛凛（水川麻美）（黃玉娟）配音
本作的原創角色。於三藏一行的旅途中出現。
老子（大倉孝二）

### 客串演出
第1話
- 仁丹：角野卓造
- 杏花：夏帆
- 牛魔王：長江英和
- 幻翼大王：木村拓哉（蘇強文）配音

第2話
- 妖泉大王：及川光博
- 冬麗：三浦理惠子
- 春麗：酒井若菜
- 夏麗：金子さやか

第3話
- 円仙：近江谷太朗
- 獏念和尚：石井愃一
- 惠泉：伊藤蘭

第4話
- 金魚：須藤理彩（同時於大結局中登場）
- 岩傑：武藤敬司
- お水樣：半海一晃＝靈感大王
- 海龍：桑波田達彥
- 漁師：岡田賢二、齊藤隆介、荒谷望誉、雷陣明、諏訪間幸平、ブルート一生

第5話
- 童童：渕上孔貴
- 純純：吉武怜朗
- 明明：松尾瑠璃
- 雲呑：松岡和暉
- 紅蟻夫人：高橋ひとみ

第6話
- 修周：成宮寛貴＝雞肖魔人
- 冥蘭：釋由美子

第7話
- 蓮歌：手塚理美
- 大福：酒井敏也

第8話
- 紅孩兒：石井正則

第9話
- 混世魔王：松重豐
- 羅剎女：大地真央
- 翠玲：いしだあゆみ
- 翠香：菅野莉央
- 典直：田窪一世

第10話
- 犬魔将軍：デビット伊東
- 鶴林：谷津勲
- 玉英：眞野裕子

大結局
- 赤雲：山下真司
- 李玉：篠井英介
- お釈迦様：堺正章

春休み突入祭り
- 八惠：深澤嵐

## 製作人員
- 劇本：坂元裕二
- 音樂：武部聰志
- 漫畫：小西紀行《GoGoGo西遊記－新悟空傳－》（小學館刊「月刊コロコロコミック」連載）
- 原案協力：佐上靖之、中村美喜子、西卷篤秀（小學館「月刊コロコロコミック」編集部）
- 旁白：永井一郎
- 動作コーディネーター：竹田道弘（JAE）
- 海外ロケコーディネーター：大竹崇洋・鈴木富士（CPインターナショナル・オーストラリア）
- 編成：立松嗣章、保原賢一郎
- 広報：小中ももこ
- 宣傳：鈴木文太郎
- VFXコーディネーター：富士川祐輔
- 製作：鈴木吉弘、澤田鎌作
- 製作協力：菊地裕幸
- 導演：澤田鎌作、成田岳、加藤裕將
- 製作：富士電視台電視劇製作中心
- 製作著作：富士電視台

## 主題曲
主題曲
1. 『Around The World』/ MONKEY MAJIK
2. 『旅人』/ 高杉さと美

插曲
- 『Monkey Magic（日语：Monkey Magic）』/ ゴダイゴ（大結局）

## 播放日期、副題、收視率
| 集數       | 副題       | 副題                                                          | 播放日期      | 收視率 |
| 集數       | 日文       | 中文                                                          | 播放日期      | 收視率 |
| ---------- | ---------- | ------------------------------------------------------------- | ------------- | ------ |
| 1          |            | 到天竺！ 悟空和朋友們的旅途開始・火之國                       | 2006年1月9日  | 29.2%  |
| 2          |            | 美人姊妹與豬的戀愛・溫泉國                                    | 2006年1月16日 | 24.8%  |
| 3          |            | 再會，母親！適合做夢的怪寺院・夢之國                          | 2006年1月23日 | 23.8%  |
| 4          |            | 激辛！砂之國的扳腕子大會・砂之國                              | 2006年1月30日 | 22.5%  |
| 5          |            | 悟空成為了爸爸・孩子國                                        | 2006年2月6日  | 22.1%  |
| 6          |            | 英雄的故事！新的朋友・森林國                                  | 2006年2月13日 | 20.6%  |
| 7          |            | 變成了熟女的悟空・幽靈國                                      | 2006年2月20日 | 21.2%  |
| 8          |            | 時間流動！往過去的旅途・時之國                                | 2006年02/27   | 20.9%  |
| 9          |            | 最強妖怪的圈套・花之國                                        | 2006年3月6日  | 20.7%  |
| 10         |            | 妖怪國凛凛的很意外的原形！滅法國                              | 2006年3月13日 | 20.5%  |
| 大結局     |            | 天竺!愛、勇氣、感動的最終回！通往未來・天竺                   | 2006年3月20日 | 24.7%  |
| 特別篇     |            | 春假特別篇！西遊記祭！ 悟空、悟淨、八戒、三藏!大家一起GO!WEST | 2006年3月27日 | 20.2%  |
| 平均收視率 | 平均收視率 | 平均收視率                                                    | 平均收視率    | 22.8%  |

## 節目的變遷
| 日本富士電視台 星期一晚九時                    | 日本富士電視台 星期一晚九時                  | 日本富士電視台 星期一晚九時 |
| ---------------------------------------------- | -------------------------------------------- | --------------------------- |
|                                                | 西遊記 （2006年1月9日 - 2006年3月20日）      |                             |
| 危險傻大姐 （2005年10月17日 - 2005年12月19日） | 首席女主播 （2006年4月17日 - 2006年6月26日） |                             |